# Boubacar Moussa
Boubacar Moussa (* 28. September 1932 in Niamey; auch Boubakar Moussa) ist ein nigrischer Lehrer und Politiker. Er wirkte von 1961 bis 1972 als Direktor für nationale Sicherheit.

## Leben
Boubacar Moussa ist ein Halbbruder von Hamani Diori, der von 1960 bis 1974 als erster Staatspräsident Nigers amtierte. Er besuchte eine Schule in Filingué und schloss 1953 seine Lehrerausbildung am Cours Normal in Tahoua ab. Anschließend arbeitete er als Lehrer in Niamey, Magaria und Karakara. Von 1958 bis 1961 studierte er in Paris, wo er nach seinem Studienabschluss einige Monate lang als Kanzler an der nigrischen Botschaft arbeitete.
Moussa wurde 1961 unter Hamani Diori zum Direktor für nationale Sicherheit bestimmt. Diese Funktion übte er bis 1972 aus. In Dioris Regierung vom 17. August 1972 wurde er als Nachfolger von Garba Katambé zum Staatssekretär für Inneres ernannt. Außerdem leitete er von 1972 bis 1974 das Verwaltungskomitee des nationalen Fußballverbands Fédération Nigérienne de Football.
Nach dem Militärputsch vom 15. April 1974, mit dem der Oberste Militärrat unter Seyni Kountché an die Macht kam, verlor Boubacar Moussa seine Ämter und kam wie ein Großteil der bisherigen politischen Elite ins Gefängnis. Er wurde Mitte der 1980er Jahre wieder aus der Haft entlassen.

## Ehrungen
- Orden des brillanten Sterns (Republik China)[4]